# Бісів (хутір)
Бісів (рос. Бесов) — хутір у Кіквідзенському районі Волгоградської області Російської Федерації.
Населення становить 32 особи. Входить до складу муніципального утворення Чорноріченське сільське поселення.

## Історія
Хутір розташований у межах українського історичного та культурного регіону Жовтий Клин.
Згідно із законом від 10 грудня 2004 року № 967-ОД органом місцевого самоврядування є Чорноріченське сільське поселення.

## Населення
| 2010 |
| ---- |
| 32   |